# Kawachi Genji
Les Kawachi Genji (河内源氏) sont les membres d'une lignée familiale au sein de la lignée des Seiwa Genji, qui à son tour est une des nombreuses branches du clan Minamoto, un des plus fameux clans de nobles de l'histoire du Japon. Descendants de Minamoto no Yorinobu (968-1048), les Kawachi Genji comptent dans leurs rangs Minamoto no Yoshiie (1041–1108) qui prend part aux guerres de Zenkunen et Gosannen et qui est l'ancêtre commun de presque tous les principaux généraux Minamoto de la guerre de Genpei d'où les Minamoto tiennent leur réputation.

## Lignage
Note : chaque degré d'indentation indique une relation père-fils.
- Yorinobu (968-1048) - fils de Minamoto no Mitsunaka
  - Yoriyoshi (998-1082) - fils de Yorinobu; héros de la guerre de Zenkunen
    - Yoshitsuna (mort en 1134) - fils de Yoriyoshi
    - Yoshimitsu (mort en 1127) - fils de Yoriyoshi, ancêtre des familles Sataka, Hiraga et Takeda
    - Yoshiie (1041–1108) - fils de Yoriyoshi, combat aux côtés de son père pendant la guerre de Zenkunen, emmène les forces impériales lors de la guerre de Gosannen
      - Yoshichika
        - Tameyoshi (1096–1156) - petit-fils de Yoshiie
          - Yoshitomo (1123-1160), fils de Tameyoshi
            - Yoshihira (1140-1160), fils de Yoshitomo
            - Yoritomo (1147-1199), fils de Yoshitomo et premier shogun de Kamakura
              - Yoriie (1182-1204), fils de Yoritomo et deuxième shogun du shogunat de Kamakura
              - Sanetomo (*) (1192-1219), fils de Yoritomo et troisième shogun du shogunat de Kamakura

            - Noriyori (1156-1193), fils de Yoshitomo
            - Yoshitsune (1159-1189), fils de Yoshitomo et l'un des plus fameux samouraïs de l'histoire

          - Tametomo (1139-1170), fils de Tameyoshi
          - Yoshikata (？-1155), fils de Tameyoshi
            - Yoshinaka (1154-1184), fils de Yoshikata

          - Yukiie (?-1186), fils de Tameyoshi

(*)= Au cours de l'année 1219, comme Minamoto Sanetomo est le dernier chef du clan Minamoto après que son neveu Minamoto Kugyo - fils de Yoriie - a tué son oncle Sanemoto puis s'est lui-même suicidé. Également autre neveu Ichiman - qui est le fils de Yoriie. En 1203? il est exécuté sur les ordres des Hōjō.

## Source de la traduction
- (en) Cet article est partiellement ou en totalité issu de l’article de Wikipédia en anglais intitulé « Kawachi Genji » (voir la liste des auteurs).